# 刑事ジョー パリ犯罪捜査班
『刑事ジョー パリ犯罪捜査班』（けいじジョー パリはんざいそうさはん、Jo）は、2013年のフランス・イギリス合作の刑事ドラマ。全8話。オリジナル音声は英語。
本国フランスに先立ち、2013年1月から3月までイタリアで放送された後、フランスでは同年4月から5月まで放送された。日本ではWOWOWで2013年10月22日から毎週火曜深夜に日本語吹替版で放送された（日本語字幕版は吹替版が放送された翌日、毎週水曜深夜に放送された）。
ジャン・レノのテレビドラマ初主演作である。レノはシーズン2までの契約を結んでおり、2013年の夏にシーズン2の撮影が行なわれる予定だったが、シーズン1が1エピソードあたり€2,000,000の製作費に見合うだけのヒットに結びつかなかったことから、シーズン2の製作は中止となった。このため物語としては未完のまま終了している。

## 内容
パリ警視庁犯罪捜査班のベテラン刑事ジョーを主人公に、世界的なパリの名所などで起きる難事件を、足と勘を使った地道な捜査を通じて解決する姿を描く。また、事件捜査と並行して、疎遠となった娘アデルからの信頼を取り戻そうと奮闘する父親としてのジョーの姿も描く。

## キャスト
ジョアシャン“ジョー”・サン＝クレール
演 - ジャン・レノ、吹替 - 菅生隆之
パリ警視庁犯罪捜査班のベテラン刑事。母親は売春婦で、少年時代は札付きのワルだった。売春婦との間に生まれた娘アデルがいるが疎遠。アデルの母親の死をきっかけに父親としての責任を果たそうと決意し、酒とドラッグを断つ。当初はアデルとの関係がなかなか好転しなかったが、徐々に打ち解け合って行く。
キャリン
演 - ジル・ヘネシー、吹替 - 藤貴子
売春婦のための保護施設を運営するシスター。アデルとの関係に悩むジョーの相談相手。比較宗教学の博士号を取得しており、その知識でジョーの捜査に協力することもある。
マーク・バヤール
演 - トム・オースティン、吹替 - 板倉光隆
ジョーの相棒の若手刑事。大卒のエリートだが叩き上げのジョーとの相性は良く、父と息子のような師弟関係である。イケメンで女性にもてるが本人は至って真面目で妻子を大事にする良き家庭人である。自分がイケメンであることをジョーが捜査に利用することに若干の不満を感じている。少年時代にジョーに会っており、それ以来ジョーに対して深い尊敬の念を抱いている。
ベアトリス・ドルモン
演 - オーラ・ブラディ、吹替 - 山像かおり
犯罪捜査班チーフ。部下で親友でもあるジョーを信頼しているが、ジョーとの間には複雑な過去がある。部下に対して常に厳しいため、若く血気盛んなバヤールに反感を抱かれることもある。
アデル
演 - ハイダ・リード、吹替 - ちふゆ
ジョーの娘。看護師。薬物依存。恋人ヤニックが薬物の売人をしていたこともあってジョーとの関係はギクシャクしていたが、ヤニックとジョーが和解したことで、ジョーとの関係も好転する。ヤニックの子を妊り、幸せの中にあったが、ヤニックがかつての売人時代の関わりでジョーの幼なじみである裏社会の男シャルリーらに殺されたことで、ジョーとの関係も暗転する。
ニコラ・ノルマン
演 - ケリン・ジョーンズ、吹替 - 黒澤剛史
鑑識担当。驚異的な記憶力と豊富な知識を有する。皮肉屋だがユーモラスで太めの体格と愛嬌のある顔立ちで憎めないムードメーカー。高所恐怖症。親子2代に渡る鑑識官で父親とジョーは親しい間柄である。
アンジェリク・アラサン
演 - ウンミ・モサク、吹替 - 吉田麻実
女性検死官。毒舌家だが頼れる存在。ジョーとは顔を合わせる度に艶っぽいジョークを交わす。ノルマンとはボケとツッコミのような関係。
ヤニック・モラン
演 - クリス・ブレイジャ
アデルの恋人。薬物の売人だったが、ジョーの紹介で金属加工の仕事を得たことで足を洗う。根は真面目な青年。
シャルリー
演 - ショーン・パートウィー
ジョーの幼なじみで裏社会のボス。ジョーの宿敵でもある。

## エピソード
| # | 邦題 原題                        | 日本での放送日 | フランスでの放送日 | イタリアでの放送日 |
| - | -------------------------------- | -------------- | ------------------ | ------------------ |
| 1 | ノートルダムの審判 Notre-Dame    | 2013年10月22日 | 2013年4月25日      | 2013年1月17日      |
| 2 | ピガールの踊り子 Pigalle         | 2013年10月29日 | 2013年5月02日      | 2013年1月24日      |
| 3 | コンコルドの醜聞 Concorde        | 2013年11月05日 | 2013年4月25日      | 2013年1月31日      |
| 4 | アンヴァリッドの罠 Invalides     | 2013年11月12日 | 2013年5月02日      | 2013年2月07日      |
| 5 | ヴァンドームの誘惑 Place Vendôme | 2013年11月19日 | 2013年5月09日      | 2013年2月14日      |
| 6 | マレの悔恨 Le Marais             | 2013年11月26日 | 2013年5月09日      | 2013年2月21日      |
| 7 | オペラ座の裏切り Opera           | 2013年12月03日 | 2013年5月16日      | 2013年2月28日      |
| 8 | カタコンブの怪 Catacombs         | 2013年12月10日 | 2013年5月16日      | 2013年3月07日      |